# Mörkvingad jättestövslända
Mörkvingad jättestövslända (Metylophorus nebulosus) är en insektsart som först beskrevs av Stephens 1836.  Mörkvingad jättestövslända ingår i släktet Metylophorus, och familjen storstövsländor. Arten är reproducerande i Sverige.